# A szentek és ereklyéik tisztelete
A szentek kultusza vagy tisztelete a kereszténységben a hivatalosan szentté avatott személyek tisztelete. 
A katolikus és a keleti keresztény álláspont szerint a szentekhez, mint az Istennél közbenjárókhoz kell folyamodni és képeiket, ereklyéiket tiszteletben kell részesíteni.
Sok vallásban övez tisztelet szentnek tartott embereket. akiknek közös jellemzőjük, hogy életük vallási szempontból rendkívüli volt, illetve hogy életük helyszínei és sírjuk zarándokhellyé vált, ereklyéit és az őket ábrázoló képek pedig nagy becsben állnak. A szentek ereklyéinek kultusza a hívők részéről, belső és külső tiszteletadásban fejeződik ki.
A buddhizmus ereklyéit is vallásos tisztelet övezi. Gautama Sziddhártha ókori bölcs halála után a halotti máglya hamujában gyöngyökhöz hasonló ereklyéket találtak, majd nyolc sztúpát építettek az ereklyék elhelyezésére és tiszteletére.
A katolikus egyház vezetője a pápa, hosszadalmas eljárás befejeződése után dönt arról, hogy az egyház híve az örök dicsőségbe jutott, majd elrendeli, hogy az egész egyházban nyilvános kultusszal ünnepeljék a szentet.
A katolikusok azokat az ún. szenteket tisztelik, akikről feltételezik, hogy az Istennel való közeli kapcsolatuk révén közbenjáróként szerepelhetnek nála. Ezt a tiszteletadást mint Isten közvetett tiszteletét fogják fel, és „veneratió”-nak vagy „cultus duliae”-nak hívják. Valamennyi angyalnál és szentnél magasabban áll Szűz Mária mint istenanya, aki az áteredő bűn szeplője nélkül fogantatott, és a mennyben érdemeivel és dicsőségével az összes angyalt, szentet, boldogot megelőzi, és a legnagyobb közbenjárói hatalommal rendelkezik. Ezért neki különösen „magas tisztelet” (cultus hyperduliae - hüperdúlia) jár. (→ Mária-tisztelet)
A mártírok és szentek tiszteletével kapcsolatban kialakult az ereklyék kultusza, amit azzal okoltak meg, hogy csodatevő hatásuk van.
A protestáns egyházak Istent a tisztelet egyedüli tárgyává teszik és nézetük alapján a szentek, képek és ereklyék mindenfajta tisztelete kivétel nélkül elvetendő, mert az ellenkezik a Szentírás tanításával.

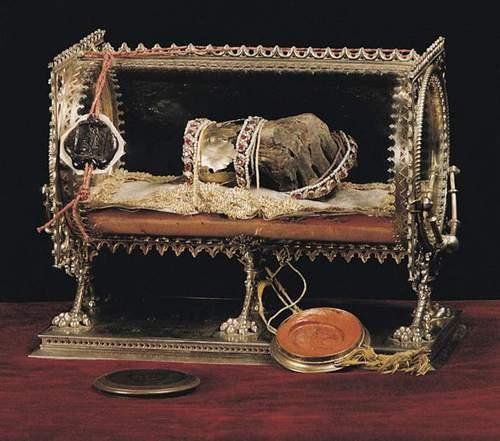
Az egyik legismertebb magyar vonatkozású katolikus ereklye, a Szent Jobb

## Definíció
A szentek a katolikus és a keleti keresztény egyházak tanítása szerint azok a szellemi lények (angyalok) vagy elhunyt emberek, akik Isten környezetében élnek és Isten közvetlen szolgálatát látják el. Őket vagy kifejezetten erre a célra teremtette (mint az angyalokat), vagy földi életükkel érdemelték ki ezt a szerepet. Hogy kiket lehet vagy kell szentekként tisztelni, azt a szentté avatási eljárás, az ún. kanonizáció dönti el.  Ennek feltétele, hogy valaki életében hősi fokban gyakorolja az erényes életet és csoda is fűződjék a személyéhez. A szentek tiszteletének módját az egyház szabja meg. A szentek száma igen nagy, ide tartoznak az apostolok, a vértanúk, az aszkéták, ún. hitvallók, szent püspökök és rendalapítók, egyes szüzek, özvegyek, élükön pedig Mária áll, az isten anyja. (lásd: Mária-tisztelet)
A katolikus egyház több mint 10 000 szentet tisztel. Az 5. századig szinte valamennyi római pápát szentként tiszteli. (lásd: római pápák listája)
Az ereklyék a szentek teteme, illetve azok maradványai és mindazon tárgyak, amelyek a szentekkel vagy Jézus Krisztussal kapcsolatban álltak. A kereszténységben az ereklyék tiszteletének a katolikus és a keleti keresztény egyházakban van nagy jelentősége. 

## Történelem

### Kereszténység
Az őskereszténység az emberek kultusza ellen látszik szólni. 
Az első század kereszténységéből nem ismert az ereklyekultusz, sem Szűz Mária kultusza.
A szentek tisztelete az első századok keresztényüldözéseiben a vértanúk emléknapjainak megünnepelésében állt. 
A 2. századtól kezdett szokásba jönni a vértanúk csontjainak és vérének az összegyűjtése. A vértanúk emléknapjait megünnepelték és sírjaik felett istentiszteletet tartottak.
A 2. század végétől keletkezett egyes helyeken a vértanúk, hithősök és ereklyék ún. másodrendű kultusza. 190 körül egyes anatóliai gyülekezetek azzal dicsekedtek, hogy náluk őskeresztény próféták sírjai vannak. Hasonlóan dicsekedett a római gyülekezet is 200 után Péter vatikáni és Pál ostiai út menti Τρόπαιον-ával, amely valószínűleg emlékhelyet vagy sírt jelent. 
Kb. 220 körül kezdtek a görög misztériumok hatást gyakorolni az egyházra, és egy évszázaddal később antik példa nyomán kifejlődött a szentek és képek kiterjedt tisztelete. Azzal, hogy az állam krisztianizálódott, a kultusz kiépülése felgyorsult. 
A 3. századtól kezdve azokat az ún. hitvallókat is kezdték tisztelni, akik hitüket valamely bíróság előtt megvallották, ezért büntetést szenvedtek, de nem haltak meg. A 4. századtól szokásba jött az is, hogy azokat a keresztényeket is tiszteletben részesítették, akik életük vitelével tettek tanúságot hitük mellett. 
A római vallásban az élet minden területéért felelős istenek és istennők rendszere működött, ahol a hívőknek a megfelelő istenhez kellett fordulnia és innen már csak egy lépés volt, hogy ez a rendszer beépült a kialakuló keresztény egyházba is. Mivel a pogányságból áttértek vonakodtak megválni isteneiktől, az isteneket és istennőket átkeresztelték más névre, védő- és támogatószerepeiket ezután a keresztény mártíroknak és szenteknek tulajdonították. A különböző foglalkozásokért, eseményekért és napokért felelős istenségek elképzelése folytatódott a keresztény hitben, a szentek tiszteletének és ünnepeinek rendszerében.  (lásd:Védőszentek listája)
A védőszentektől nemcsak azt kívánták, hogy közbenjáróként legyenek a Mindenhatónál, hanem konkrét követelményekkel álltak eléjük: esőt küldeni a szántóföldekre, segíteni a szerencsés szülésben stb. A szentek hatékonyságával rendelkeztek szemmel láthatólag mindazok a tárgyak is, amelyek egykor hozzájuk tartoztak, elsősorban csontmaradványaik. A 3. századtól megfigyelhető ereklyekultusz a középkor folyamán tovább fejlődött és már olyan jelleget öltött, ami csaknem a fetisizmussal egyenlő. Vetélkedtek olyan ruhaparányért, amelyet valamikor a szent hordott, egykori hajszálaikért, egy-egy ujjízületéért. Tours-ban folyamatosan új és új harangkötelekre volt szükség, mert a zarándokok azokat is ereklyének tartván, levagdosták. Tárgyakat vagy szövetdarabokat helyeztek a szentek sírjára, hogy azoknak az ereje a tárgyakba átszálljon. A lámpaolaj, a tiszteletükre szentelt kápolnában, a gyertyaviasz, sőt maga a por is, amit össze lehetett kaparni, elég jó volt arra, hogy ereklyéül szolgáljanak. Érdemes is volt az ilyesmikkel kereskedni, mert tisztes jövedelmet hoztak. 
A pogány tömegek egyházba való beáramlásával megindult a pogányság integrációjának folyamata. A nép lelkében kiirthatatlanul benne gyökerező számos pogány kultusz átformálódva és burkoltan élt tovább az ún. másodrendű kultuszban. 
A pogány vallásossághoz való asszimilálódás folyamatát, amely egyidős a pogány-kereszténységgel, a 3. században három tényező segítette különösen elő : 
- Az öntudatlan átvétel mellé társult az egyház tudatos alkalmazkodó politikája.
- A szentek tiszteletének a 2. századba visszanyúló kezdeteit a kultusz egyik legfontosabb elemévé fejlesztették (apostolok, patriarchák, arkangyalok és vértanúk számos kápolnája; a pogány hősök és istenségek helyére keresztény szentek kerültek helyi kultuszuk és ünnepeik stb. megtartásával.)
- A vallás nagymértékben materializálódott (ereklyék, szent csontok, amulettek, csodahit).

A 4. században ez a tendencia folytatódott. Az egyház győzelmének lényeges feltétele volt mindez, mert így átvette és egyesítette magában a pogány vallások vonzerejének minden elemét, megfosztva őket a rivalizálás lehetőségétől. 
Az egyház államegyházzá alakulásával és főként a nagyvárosi gyülekezetek meggazdagodásával párhuzamosan előtérbe került a kultuszban a gazdagságra és pompára törekvés, az érzékekre ható dolgok hangsúlyozása. Az egyház igyekezett versenyre kelni a pogány szentélyek és eretnekek vonzó kultuszával (pazar templomok, gazdag liturgia, fényes ünnepek stb.).  A keleti és nyugati keresztény kegyesség jellege viszont eltért egymástól. Ennek megfelelően a kultuszban is különbségek voltak, főleg a liturgiában, továbbá az egyházi ünnepekben és az egyházi esztendő kialakításában. 
A 4. századtól kezdve az ereklyék tiszteletét kiterjesztették és a vértanúk maradványain kívül a szent életet éltek relikviáit is tisztelni kezdték. Sok korábbi szentnek a sírját felkutatták és azonosították.  Már e században rendeztek körmeneteket ereklyék szállításakor, de más alkalmakkor is; az 5-6. századtól ezeket az ókori könyörgő felvonulások mintájára tartották. 
A 4. századtól a legszentebb ereklyévé Krisztus keresztjének darabja vált, amelyet állítólag Heléna, Nagy Konstantin anyja talált meg. E monda csak a 4. század végén tűnt fel, még Eusebius sem tudott róla. Mégis ennek emlékére rendelte el Nagy Gergely pápa több mint két évszázad múlva a kereszt feltalálásának ünnepét. 
A „Szent kereszt” megtalálásáról, tiszteletének megindulásáról Szókratész (kb. 380–440/450) Egyháztörténete tudósít.
Az angyalokról szóló tanítás tekintetében eleinte tartózkodó volt az egyház, mert az a gyanú érhette, hogy a gnosztikusok eónjait tiszteli. De már Szt. Ambrus ajánlotta (4. század), hogy a hívők imájukban forduljanak az angyalok közbenjárásáért. A 4. században Konstantinápolyban Mihály arkangyalnak szenteltek is egy templomot (Sosthenion) majd többet is a középkor folyamán. Rafael és Gábriel arkangyalokhoz szintén mint közbenjárókhoz fordultak. 
A Palesztinába irányuló zarándoklatok különösen Heléna híres utazását követően jöttek szokásba. A zarándoklatot értékes aszketikus cselekedetnek tartották, amely kapcsolatot teremt a zarándok és a szent között. Palesztina szent helyein kívül (megkeresztelkedés a Jordán vizében, hit a megszentelt föld csodatevő erejében) a hívők Rómába is elzarándokoltak az apostolok sírjaihoz, továbbá Szent Márton tours-i sírjához, a Sínai-hegyhez, keleten az 5. századtól kezdve Szent Ménász sírjához stb. 
Szt Ágoston hosszú időn át tiltakozott a vértanúk és szentek kultusza ellen. Nemigen hitt a szentek csodáiban, és megbélyegezte az ereklyékkel való kereskedést. Azonban amikor Szent István vértanú ereklyéit 425-ben Hippóba vitték és azok csodálatos gyógyulásokat eredményeztek, véleménye megváltozott. 425 és 430 között elmondott prédikációiban és a De civitate Dei  XXII. könyvében megmagyarázza és igazolja az ereklyék tiszteletét és gonddal jegyzi fel csodatételeiket. 
A vértanúk, majd a hitvallók túllépték az emberi létet; Krisztusnak áldozódva egyszerre voltak Isten mellett, az égben és itt a Földön. Ereklyéik a szentséget zárták magukba. Nemcsak a vértanúk tudtak közbenjárni Istennél – lévén a barátai – hanem az ereklyéik is képesek csodákra, látványos gyógyulások véghezvitelére. A vértanúk sírjai és ereklyéi kiváltságos és paradox helyek lettek, ahol az Ég és Föld kapcsolatban áll egymással.
A szentek tiszteletének külső és belső összetevői is voltak. Bármerre járt, bármit is érintett a szent ember, hátrahagyott valamiféle földöntúli erőt (mana), amelyből a hívők is részesülhettek, ha elzarándokoltak a szent sírhelyéhez. Hasonló erőt tulajdonítottak a szent földi maradványainak, például a hajának vagy a körmének, ráadásul ezeket tárolni és szállítani is könnyebb volt.
A misztikus pszichológiai-hiperfizikai megváltástan győzelme a 4-5. század dogmatikai küzdelmeiben a kultusz terén a misztikát tette meghatározó tényezővé. A misztériumjelleg, a mágikus-szakrális és rituális elemek szerepe felerősödött. Az Istenhez hasonlóvá válás túlvilági reménye a kultuszban jelenidejűvé vált. E misztikus kegyességi irányzattól függ össze a vallás materializálódása: a vallásos vágy a földi valóságot isteni erőkkel áthatottnak kívánta látni és az isteni valóságot érzékileg megragadható formában kereste: ereklyék, szentképek, búcsújárások, zarándoklatok, miseáldozatok.. A kultusz ilyen irányú kialakításában meghatározó szerep jutott Alexandriai Kürillosz generációjának. 
A kereszténység előtti vallási hagyományok áthasonításának és egységesítésének folyamata is nagy szerepet kapott. Így lett például a számtalan sárkányölő hősből vagy istenből Görögországtól Írországig egyetlen szent: Szent György. 
A szent és a boldog jelzők az 5. század óta lettek használatosak.
Az ereklyék szentsége kezdetleges párhuzamot mutat az oltáriszentség misztériumával. Éppúgy ahogy a kenyér és a bor Krisztus testévé és vérévé lényegült át, a vértanú teste példaadó halálával megszentelődött, valóságos imitatio Christi lett. Ugyanilyen hasonlítást erősített a vértanúk testének határtalan felaprózása, valamint az, hogy az ereklyéket korlátlanul lehetett szaporítani: lehettek ruhadarabok, tárgyak, olaj vagy por, mondván, hogy érintkezett a szent testével vagy sírjával. 
A kultusz a 6. században igen népszerű lett. A Keleti Birodalomban ez a túláradó jámborság olykor zavaró is volt az egyházi hatóságok számára. A 4-5. században Szíriában kétféle templom létezett: a bazilikák és a martyriumok , a „vértanúk templomai”. Ez utóbbiak kupolájukkal tűntek ki. Középpontjukban az oltár állt, annak a szentnek szentelve, akinek az ereklyéit magába zárta. Hosszú időn át és a papság ellenállása dacára egyes speciális szertartások, nevezetesen áldozatok, imák, himnuszéneklés a vértanú tiszteletére e központi oltár (mensa) körül zajlottak. A kultusz hosszas, hajnalig tartó éjszakai virrasztásokat is magában foglalt. Szívhez szóló és megrendítő szertartás volt ez, hiszen a hívek mind csodára vártak.  Az 5-6. században számos bazilika szerzett magának ereklyéket; egyes esetekben tiszteletükre az épület belsejében különleges kápolnát, martyriumot emeltek. Tanúi lehetünk annak is, ahogy a martyriumok fokozatosan szabályszerű templomokká alakulnak át. 
A 4. század végétől a 6. századig az ereklyék tisztelete a Nyugati Birodalomban mindenhol elterjedt. A vértanúk sírjai, a temetőközpontokban emelt épületek a városok szélén a környék vallási életének a központjai lettek. A temetőket páratlan tisztelet övezte. Nolai Szt. Pál örvendezett, hogy Szt Félix sírja körül olyan méretű épületegyüttest emelt, amit az idegenek akár egy másik városnak is gondolhattak. A püspökök hatalma ezekben az új, „városon kívüli városokban” volt. Számos szertartás, éppúgy, mint Keleten, a sírok mellett zajlott, amelyek körmenetek és zarándoklatok első számú célpontjává lettek. 
Az ereklyék végtelenségig aprózása és translatiójuk  az egykori birodalom egyik végétől a másikig hozzájárult a kereszténység elterjedéséhez és a közös keresztény élmény egységéhez. Idővel megszaporodtak a visszaélések, a csalások az egyházi és politikai vetekedések. Galliába és Germániába, ahol az ereklyék viszonylag ritkák voltak, máshonnét, főként Rómából szereztek. Feltételezik, hogy a 9. század végén már minden templom rendelkezett ereklyékkel. 
Ahogy a pogányság beolvadt a kereszténységbe, a korábbi isteneket vagy istennőket gyakran hasonló hangzású szentek nevével cserélték le. 
Például így lett Brigid  – korábbi ír istennő – Szent Brigittává. A pogányság napjainkban az ír Kildare-ban levő főtemplomában szent Vesta-szüzek vigyáztak a szent tüzekre. Később a templomból kolostor lett, a szüzek helyére apácák kerültek, a rituális tüzet azonban megőrizték, azzal a különbséggel, hogy azután már „Szent Brigitta tüzének” nevezték.
A vértanúk tisztelete a középkorban már csaknem istenesítésbe csapott át. Isten ugyanis – vélték – félelmetesen szigorú, nehéz megközelíteni, szükség van emberi közvetítőkre. s erre a legalkalmasabbak a bátorságukról bizonyságot tett vértanúk. 
 Hasonlóan felfokozódott a többi szentek tisztelete is, mint akik Isten kiválasztottai, barátai. Egyik-másik szent bámulatos hírhedtségre tett szert. Szent Mártonnak – a Franciaországban kiterjedő működése folytán – hétszáz temploma volt; de alig felfogható a túlzott tisztelete egy Szent Genesiusnak, egy Julianusnak és sokan másoknak. Egy egyháztörténész (Cristiani) csak Galliában, és csak a Karoling-dinasztia kezdetéig (751) ezerháromszáz szent nevét szedte össze, de a kimutatás nem teljes. Ezek mindegyikének megvolt a maga legendája, amely nemzedékről-nemzedékre nemcsak öröklődött, hanem terjedelemben terebélyesedett, csodákban gazdagodott. 

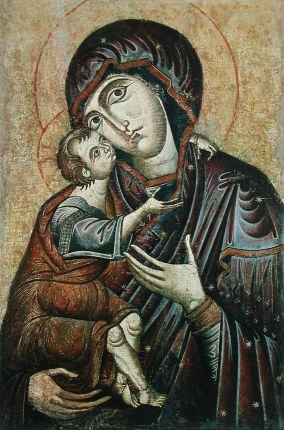
Mária és a kisded egy ábrázolása. Bizánci ikon

A képrombolás a keleti egyházban megjelenő vallási mozgalom volt, amely elítélte az emberek (szentek) képi, szobrászati vagy másféle ábrázolását, valamint ezek tiszteletét. Úgy vélték, hogy a képi ábrázolások tisztelete könnyen átfordulhat a képimádatba, ami egyenértékű a pogány bálványimádással. A képromboló mozgalom a 8. században volt a legerősebb. III. Leó(n) és V. Konstantin császár különösen híve volt, és a képromboló mozgalmat támogatták, a „festett képet imádókkal” szemben. 754-ben a keleti egyház minden ilyen képet bálványnak minősített. III. León császár II. Gergely pápát is felszólította a képrombolásra, aki ezt visszautasította. III. Gergely pápa (731-741) pedig hatalomra léptekor a római zsinaton kiközösítette a császárt.
A 787-es II. nikaiai zsinat megerősítette a szentek kultuszát, és engedélyezte azok képi ábrázolását, így a képromboló mozgalom hanyatlásnak indult.
Egy középkori író így értelmezi a szentek helyi tiszteletének keletkezését:
Mivel a nép és különösen az egyszerű emberek még oly gyengék voltak a hitben és csak nagy fáradsággal lehetett őket pogány tévedéseiktől eltéríteni – mert titokban mindig visszatértek örökölt pogány szokásaikhoz – azért úgy találták, hogy akkor térnének meg legkönnyebben a hitetlenségükből, ha előkerítenék egy híres szentnek a tetemét, aki ahogyan az történni szokott, csodák és jelek és gyógyulások által feltűnést keltene, mire a nép elkezdené őt tisztelni és hozzászokna, hogy segítségét kérje; főleg mert azok, akik a hithirdető szavainak nem hittek, annak amit szemükkel látnának és javukra megértenének: a hitet többé nem tagadhatnák.
Az ereklyék kultusza mindinkább fokozódott: egyre értékesebbé és keresetebbé váltak. Erről tanúskodik például III. Károly frank király magatartása (ur. 898–922) aki I. Henrik német királynak (ur. 919–936) Szent Dionysius kezével kedveskedett, s ezzel az ajándékkal pecsételte meg a megkötött szövetséget. Az ereklyék tisztelete gyakran babonás formákban nyilvánult meg és szélsőséges méreteket öltött.
IX. Gergely fellépését megelőzően a nép döntött arról, ki tekintendő szentnek, 1170 óta azonban a szentek kanonizálása a pápa előjoga volt. Az első Róma által kezdeményezett szentté avatás Ulrik augsburgi püspöké volt XV. János uralkodása alatt (993). 
A katolikus vallásosság sohasem veszítette szem elől Isten és Krisztus személyét, de a nép kétségtelenül jobban ragaszkodott a szentekhez. Különösen a keresztes háborúk adtak új lendületet a másodrendű kultusznak, azaz a szentek, az ereklyék és szentképek tiszteletének. 
A népi vallásosság a 15. században újra megelevenedett. Az előző századok hagyományos formái (érdemszerzés, csodahit, zarándoklatok, szentek és ereklyék tisztelete, búcsú) ekkor tovább erősödtek és még hangsúlyosabbá váltak. Különösen érvényes ez az engesztelő, megváltó hatalommal felruházott Máriára, aki mellett Krisztus zord ítélőbíróként a háttérbe szorult. Minden országnak és városnak, minden templomnak és rendnek, minden betegségnek és bajnak, de még az istállóban lakó jószágnak is külön védőszentje volt. 
Az ereklyekultuszt aligha lehetett volna tovább fokozni. Az ereklyében a hívek az „istenit” anyagi, tapintható formában érzékelhették. Minthogy az ereklyék tisztelete összefüggésben állt a bűnbocsánattal, az emberek súlyos áldozatokra, még becstelenségekre is hajlottak volna azért, hogy ereklyékre tegyenek szert. Bölcs Frigyes pfalzi választófejedelemnek 1509-ben pl. már 5005 darab ereklyetöredék gazdagította a gyűjteményét, és ezzel nem állt egyedül. 
A szent helyekre irányuló zarándoklatok népszerű célpontjai voltak az apostolok római sírjai, az Ancona melletti Loreto, a spanyolországi Santiago Compostela, Jeruzsálem, Normandia (Szt. Mihály), Németországban Wilsnack (szent vér, ostyacsoda), a csodatevő Mária-képek, Aachen, majd 1519 utáni évekig Regensburg stb. 
A 16. századi reformáció az őskereszténység hitét és kultuszát próbálta annak eredeti tisztaságában visszaállítani. Minden olyan cselekménytől, dogmától és rítustól próbálta függetleníteni magát, aminek bibliai alapja nem található és csak később jött létre. A kegyelem közvetítésének és a szentek égi közbenjárásának gondolata miatt elvetették a Mária-tisztelett, a szentek és az ereklyék kultuszát is. 
A leginkább tisztelt ereklyék között a „Szent kereszt” darabjai voltak. Ezek közül olyan sok létezett szerte Európában, hogy Kálvin János szavai szerint: ha ezeket mind összegyűjtenék, egy egész hajórakomány összegyűlne; pedig Krisztus keresztjét egy ember hordozta a hátán! 
Jézus bölcsőjét minden karácsonykor, Szenteste kiállították a Szűz Mária-főtemplomban Rómában, hogy az emberek meg tudják csodálni. Több templomnak is „birtokában voltak” Jézus gyermekruhái. Még a körülmetéléséből származó előbőrt is mutogatták a charrouxi apátság  szerzetesei. 
A szent fityma ereklyéjét minden újévkor körmenetben ünnepelték még a 20. században is, annak ellenére, hogy később a Vatikán egyre keményebben lépett fel a legenda ellen, amely mind kínosabbá vált számára. 1900-ban a szent előbőrről való beszédet és írást kiközösítés terhe mellett megtiltották; a II. vatikáni zsinat az 1960-as években a körülmetélés ünnepét  is eltörölte. A kultusznak végül az ereklye 1983-as eltűnése vetett véget.
A Tridenti zsinat – amely a katolikus egyház megformálását tűzte ki – a 25. ülése (1563) a szentek, a képek és az ereklyék kultuszával foglalkozott, megerősítette azok tiszteletét.

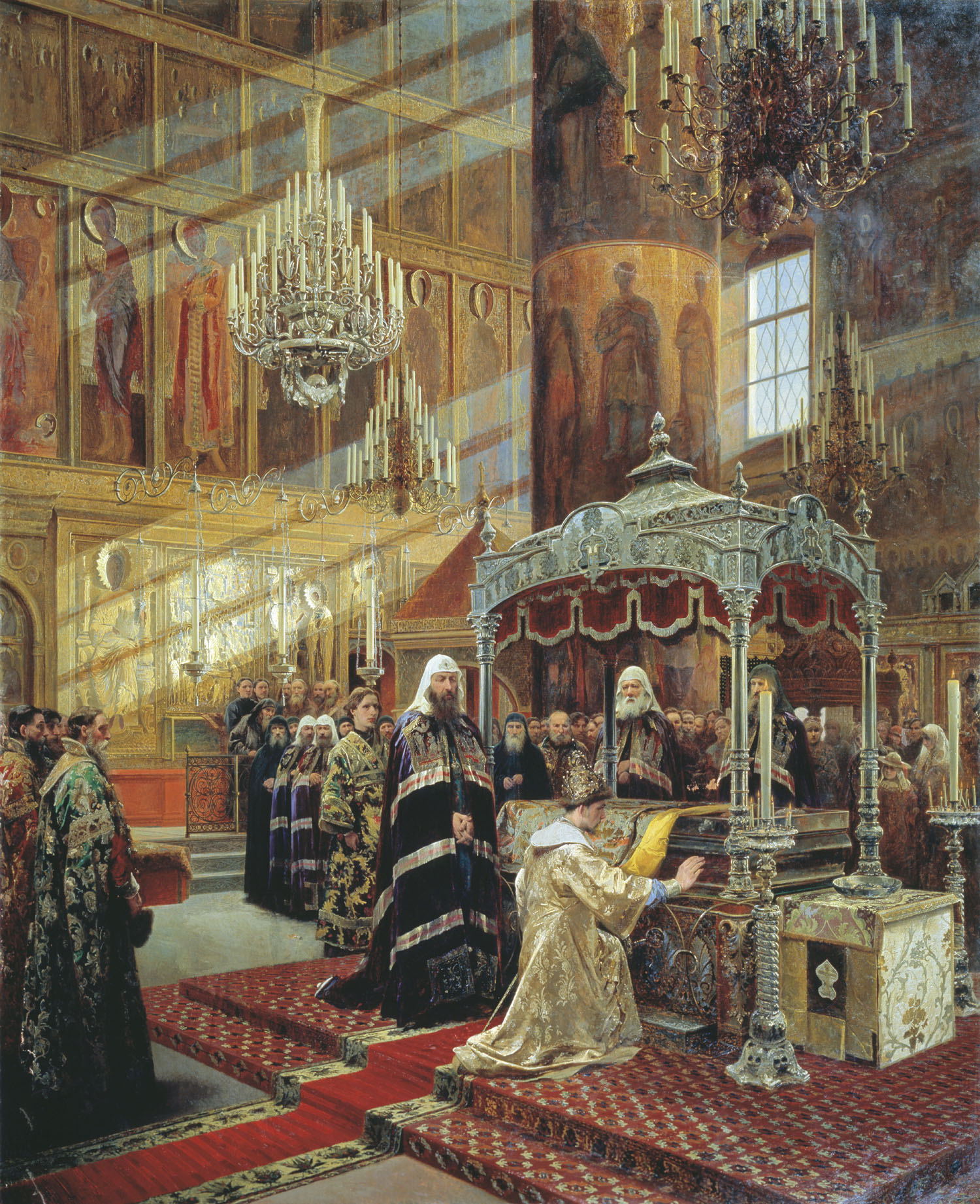
Alekszej orosz cár (uralk. 1645-1676) imádkozik egy orosz szent relikviái előtt

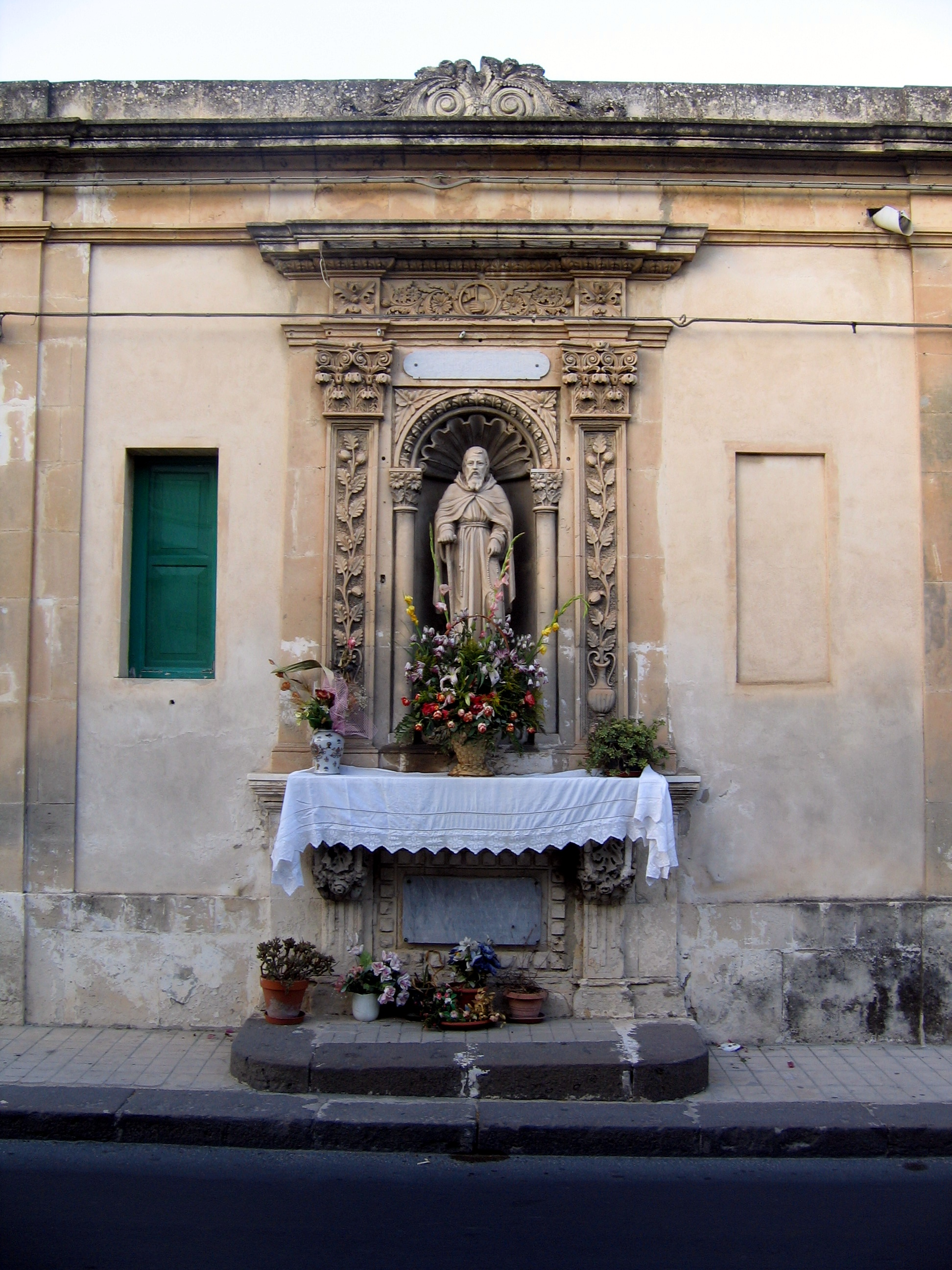
Piacenzai Szent Konrád tisztelete egy oltárral Szicíliában

A zsinat 25. ülése így fogalmazta meg:
Oktassák ki a híveket, a szentek közbenjárását, segítségül hívását, az ereklyék tiszteletét és a szentképek törvényes használatát illetően, és tanítsák meg őket arra, hogy a Krisztussal együtt uralkodó szentek felajánlják az Istennek imádságaikat az emberekért, valamint hogy jó és hasznos dolog esdekelve segítségül hívni őket, és imáikhoz, támogatásukhoz és segítségükhöz folyamodni Akik azt állítják, hogy a szentek ereklyéinek nem tartozunk tiszteletadással és tisztelettel.. azokat mindenképpen el kell ítélni, amint már azelőtt is elítélte őket, és most is elítéli az Egyház.
A protestánsok nem fogadták el a zsinat határozatait, és ezzel a szakadás véglegessé vált.
A katolikus egyház fő támasza a Jézus Társasága lett. A jezsuiták tevékenységét fokozódó szakramentarizmus, a szentek és ereklyék tisztelete, a csodákban való hit, és különösen a probabilizmus szélsőséges megnyilvánulásai kísérték. Számos új szentet is avattak, például Szent József, Szent Szaniszló és Alajos, Csehországban Nepomuki Szt János stb. Ugyancsak a jezsuiták nevéhez kötődik a Mária szíve kultusz elterjedése is. 
A 17. században a búcsújárások újra fellendültek, főleg a Mária-tisztelet jegyében. A kegyhelyek részben az ott őrzött ereklyék és kegyképek, részben a Mária-jelenések, a csodálatos imameghallgatások és hihetetlen gyógyulások és egyéb csodák miatt váltak a kultusz színhelyeivé. A Szűzanya tiszteletét öregbítette a májusi ájtatosság, amely a 17. század végén Nápolyból indult el hódító útjára.
A 17-18. század új szentjei között bőven találunk papokat és szerzetesalapítókat (Liguori Szent Alfonz, Jean-Baptiste de La Salle  stb.), szerzeteseket és apácákat (Porto Mauriziói Szt. Lénárd, Alacoque Szent Margit stb.) és egyszerű világiakat (Szent Labre Benedek).
A boldoggá, illetve szentté avatás részletes rendjét a 17. században VIII. Orbán pápa határozta meg, s ez csekély változtatásokkal máig érvényes. Mivel a szentté nyilvánítottak zömükben ismeretlenek a keresztények többsége számára, az eljárás alig gyakorol valamilyen hatást. Az ortodox keleti egyházakban szinódusi határozat ismeri el a szentek megfelelő tiszteletét. 
A felvilágosodás hevesen bírálta az az ereklyéket. A második vatikáni zsinaton előterjesztett követelések, amelyek szerint fel kell hagyni az ereklyekultusszal és az ereklyéket „illő tisztelettel el kell temetni”, következmények nélkül maradtak. Az 1983-as új katolikus egyházjog továbbra is azt ajánlja, hogy minden oltárba falazzanak be ereklyéket. A boldoggá és szentté avatást „oltárra emelés”nek is nevezik, mivel a szentek sírjai közül azokat, amelyek még fellelhetők, megnyitják, és az ereklyéket egy templomba viszik át. 